# Terme Olimia
Koordinati:   46°9′50″N, 15°36′20″ETerme Olimia (nekdaj: Atomske toplice) so zdravilišče v naselju Podčetrtek. Uradno odprtje je bilo leta 1966.

## Geografija
Terme Olimia (prej Atomske toplice-Podčetrtek) so v kraju Podčetrtku, na nadmorski višini 195, ob geološki prelomnici v dolini Sotle pod zahodnimi obronki Rudnice. Terme so oddaljene približno 60 km od Maribora in okoli 120 km od Ljubljane. So blizu meje s Hrvaško.

## Zgodovina
Izvire tople vode so uporabljali že v preteklosti, ženske so v njih prale perilo. V začetku 20. stoletja so se prvič pojavile ideje o njihovi uporabi v zdravilne namene, vendar so jih začeli izkričati šele v 50. letih 20. stol., ko so na vztrajanje krajevnega župnika M. Strnada vodo s temperaturo 30–37 °C iz izvira analizirali in dokazali zdravilne mineralne značilnosti. Pozneje so izdatnost izvirov povečali s 100 do 500 m globokimi vrtinami. Turistična in zdraviliška dejavnost se je pričela razvijati po letu 1966, ko je Železniško gospodarstvo Ljubljana zgradilo prvi leseni bazen. Leta 1977 so začeli graditi prvi hotel in nato še kopališče z odprtimi bazeni. V letih 1988–1989 so postavili »Atomsko vas« z apartmjskimi bungalovi v slogu kmečkih hiš, kasneje pa še sodoben kopališki kompleks z notranjimi in zunanjimi bazeni ter hoteli.

## Naravno zdravilno sredstvo
V Termah Olimia koristijo blago radioaktivno termalno vodo s temperaturo 30–37 °C, ki vsebuje magnezij, kalcij in hidrogen-karbonate.

## Indikacije
V termah zdravijo predvsem revmatske bolezni in kožna obolenja.

## Kontraindikacije
Posebnih kontraindikacij ni, veljajo splošne kontraindikacije za topliško zdravljenje.

## Nastanitev
Nastanitev nudijo več hotelih in apartmajskem naselju. Poleg nastanitve v hotelih pa je v kraju možna tudi nastanitev v privatnih sobah.

## Rekreacija
Terme nudijo več bazenov s termalno vodo, savno, kolesarjenje, pohodništvo in drugo.